# ラファエラ・マリア・ポラス
ラファエラ・マリア・ポラス（Rafaela Maria Porras Ayllón 1850年3月1日-1925年1月6日）はスペインのカトリック教会の修道女、聖人、聖心侍女修道会の創立者。

## 生涯
ラファエラ・マリアはスペイン南部・コルドバ郊外の村、ペドロ・アバド一帯を所有する大地主ポラス家の10番目の子供として生まれ、父イルデフォンソは村民から親しまれた人物であったが当時流行したコレラに感染し死去、母ラファエラ・アイリョンは残された13人の子供を育ていったが相次いで亡くなり、その母も1869年2月8日、心臓発作で死去。その間ラファエラは15歳の時、生涯を神に捧げる決心をする。
母の死の前後、兄2人は結婚して家を出てラファエラは4つ上の姉ドローレスと共に残り社交界に出入りするもの、貧しい人や病人を世話したりして信仰生活を支えた。1871年、新しい司祭ホセ・イバラが赴任しラファエラ、ドローレスら姉妹を指導し、1873年、お互いの召命を確認し修道院に入る決心をし故郷を離れ、様々な屈折を経て1875年、コルドバで新しい修道生活を開始、1877年、マドリードで正式に「聖心侍女修道会」を創立、姉ドローレスと共に修道会を支え多くの修道女を育成、教育に携わった。
しかし修道会内のトラブルにより姉との仲に亀裂が入りラファエラは総長職を辞任、後半生は一修道女として掃除、裁縫、厨房等の仕事に従事し、後に総長職を追われた姉ドローレスと和解し1925年1月6日、ローマの修道院で帰天（死去）。
晩年人知れずに隠れた生活を送ったラファエラ・ポラスは1952年5月18日、ローマ教皇ピウス12世により列福され、1977年1月23日、ローマ教皇パウロ6世により列聖された。